# Antonino Calderone
Antonino Calderone (24 de outubro de 1935 – 10 de janeiro de 2013) foi um Mafioso Siciliano que tornou-se uma testemunha do estado (pentito) em 1987, após sua prisão, em 1986.
Antonino nasceu em 24 de Outubro de 1935 em Catânia, sendo irmão de Giuseppe Calderone, o chefe da máfia local. Suas memórias, transcritas no livro Men of Dishonor: Inside the Sicilian Mafia, foram publicadas em 1992 pelo sociólogo "antimáfia" Pino Arlacchi e são consideradas um manual para entender a Cosa Nostra e a vida de um mafioso. O livro foi traduzido para diversos idiomas.

## Carreira na máfia
Originalmente, a Catânia não era uma área tradicional da Máfia, como a parte ocidental da Sicília. De acordo com Antonino Calderone, a primeira família da máfia em Catânia foi iniciada por Antonio Saitta. Este havia sido processado por Cesare Mori, conhecido a época como prefeito de ferro e uma de suas filhas era a mãe de Giuseppe e Antonino Calderone. Outro de seus tios ajudou a Máfia a se recuperar após a Segunda Guerra Mundial, organizando o mercado negro de cigarros contrabandeados
Antonino Calderone, ao narrar seu ritual de iniciação na Catânia em 1962, lembra que ficou surpreso ao ver as pessoas que conhecia estarem reunidas e que nunca suspeitou estar na máfia. Antonino disse também que não chegava a ver as pessoas que ele suspeitava que estavam na organização.Calderone possuía também um posto de gasolina e entrava em lucrativos empreendimentos comerciais graças às suas conexões com a Máfia, subindo nas fileiras da família Calderone até se tornar subchefe da Máfia de Catânia.
Em 30 de setembro de 1978, seu irmão e chefe da Máfia de Catania, Giuseppe Calderone, foi morto por seu ex-amigo e protegido Nitto Santapaola. Santapaola forjou uma aliança com os Corleonesi e assumiu o comando da Máfia de Catania. Este foi o início de uma campanha de violência contra as famílias estabelecidas da Máfia Siciliana, que culminou no assassinato em 1981 de Stefano Bontade, um aliado próximo e amigo pessoal dos irmãos Calderone. Este evento foi o precedente para que acontecesse a Segunda Guerra da Máfia.
Calderone tornou-se cada vez mais marginalizado e decidiu deixar a Catânia em 1983, com o intuito de preservar sua vida. Com sua esposa e três filhos, ele mudou-se para a França, onde morou por algum tempos em uma lavanderia. Antonino Calderone foi preso em 9 de maio de 1986, em Nice.

## Pentito
Enquanto ele estava detido na prisão em Nice, Calderone convenceu-se de que estava prestes a ser morto por outros detentos sicilianos. De repente, este começou a gritar por um guarda e pediu para ver o chefe da prisão. Ele disse que queria falar com o juiz Giovanni Falcone, pois temia por sua vida. Calderone foi transferido para um manicômio para sua própria proteção.
Em 9 de abril de 1987, Falcone - juntamente com o promotor francês Michel Debaq, ficou frente a frente com Calderone em uma prisão na cidade de Marselha. Depois de uma recusa inicial em falar, Calderone disse subitamente: "Eu sei muito sobre a máfia, porque sou um membro dela".   Assim que ele começou, Calderone conversou por quase um ano com a polícia.
Durante este período, o juiz Falcone voava uma vez por semana para Marselha, levando consigo cerca de 1.000 páginas provenientes do depoimento de Calderone. Calderone provou ser uma testemunha notavelmente precisa, pois foram verificados mais de 800 detalhes de seus depoimentos. Com base nesses detalhes, em 19 de março de 1988, Falcone emitiu 160 mandados de prisão contra membros da máfia.

## Máfia em Catania
Embora os pentitos anteriores tivessem sido todos da cidade de Palermo, Calderone descreveu em seu depoimento o domínio da Cosa Nostra em Catânia, a principal cidade e centro industrial na costa leste da Sicília. Ele testemunhou sobre a relação entre a Máfia e os quatro Cavalieri del Lavoro (Cavaleiros do Trabalho)   de Catânia: os empresários de construção Carmelo Costanzo, Francesco Finocchiaro, Mario Rendo e Gaetano Graci - os quais precisavam dos mafiosos para proteção.
Após esta série de depoimentos, alguns locais de construção de empresas rivais foram bombardeados e pelo menos um rival de Costanzo foi assassinado.
Calderone também falou sobre os laços da Cosa Nostra com a lei, a maçonaria, os juízes e políticos em Catania e com o governo italiano. "Nós em Catania, quando tivemos um problema com o Judiciário, nos voltávamos para o chefe maçônico local. Sabíamos que muitos magistrados eram membros da Loja e que, graças ao chefe local, poderíamos até mesmo interferir nos processos criminais em andamento", disse.
A Máfia Catanesa geralmente sabia sobre os mandados de prisão antes mesmo de serem emitidos e, por vezes, os nomes eram cortados da lista. Quando estes precisaram de um passaporte falso, recorreram ao "seu" membro do parlamento em Roma, Giuseppe Lupis, do pequeno Partido Socialista Democrático. Lupis foi um dos políticos mais votados de Catania.
De acordo com Calderone, o final dos anos 1970 foi um ponto de virada na relação entre a Máfia e a política.  A Máfia começava a se sentir superior e os políticos não podiam recusar os pedidos de favores.

## Testemunhos
Calderone era diferente dospentitos anteriores, como Tommaso Buscetta e Salvatore Contorno .  Embora estes dois últimos não expressassem nenhum arrependimento por seus crimes, Calderone parecia sofrer de um verdadeiro remorso quanto ao crimes cometidos por ele.
Como irmão de um dos membros da Comissão da Máfia Siciliana , Calderone sabia muito sobre o funcionamento da Cosa Nostra e confirmou o papel essencial da Comissão nos grandes assassinatos ocorridos nos anos 70 e 80.  Ele forneceu relatos em primeira mão dos líderes dos Corleonesi , Luciano Leggio , Totò Riina e Bernardo Provenzano .  "Os chefes de Corleone não eram educados, mas eram espertos e diabólicos", disse Calderone sobre Riina e Provenzano.  " Eles eram inteligentes e ferozes, uma combinação rara na Cosa Nostra." 
Uma das anedotas mais bizarras relatadas por Calderone em suas memórias foi a de Riina chorando copiosamente ao funeral de seu irmão assassinado, apesar de o próprio Riina ter ordenado o assassinato em questão.  No entanto, a admiração de Riina por Giuseppe Calderone pode ter sido sincera pois, segundo Antonino, ele lamentou ter que matá-lo, assim como o presidente de uma empresa se arrepende de ter de demitir um funcionário valioso em tempos econômicos difíceis.
A revelação mais explosiva de Calderone foi sobre Salvo Lima , o principal tenente do primeiro-ministro Giulio Andreotti na Sicília, e os primos Salvo, ricos cobradores de impostos da ilha.  Ele descreveu como ele e seu irmão conversaram com Lima e os primos Salvo para conseguir um policial que sempre estivesse atento em Catânia transferido.

## 'Analista da máfia'
Calderone testemunhou em numerosos julgamentos, entre eles, nos recursos do Maxi Trial e no julgamento contra Giulio Andreotti .  Em 1992, ele publicou um livro com o sociólogo antimáfia Pino Arlacchi sobre sua vida na Cosa Nostra, o qual foi traduzido para diversas línguas.  Essas memórias são como um "manual" para se entender a Cosa Nostra e a vida de um mafioso.
Após o assassinato de Giovanni Falcone , Calderone fez uma análise pouco notada, porém precisa, do ataque: "Um bombardeio público tão espetacular nunca é do interesse da Máfia (...) é um sinal de fraqueza" . Segundo Calderone, a morte se tornou necessária por causa de uma série de grandes derrotas,  "Falcone havia sido condenado à morte há muito tempo, mas a sentença não podia mais ser adiada por duas razões: a decisão da Suprema Corte de confirmar as sentenças de prisão perpétua dos chefes da Comissão ... e a crescente certeza de que Falcone seria promotor. Enquanto as condenações pudessem ser derrubadas em Roma, não havia necessidade de agir. Mas uma sentença a prisão perpétua desencadeou uma reação de raiva. Os Corleonesi e as famílias vencedoras perderam a cabeça. "  Ele prosseguiu prevendo que outros assassinatos logo aconteceriam: "A Cosa Nostra tem um pequeno livro e para cada nome há um tempo" . 

## Morte
Em 10 de janeiro de 2013, aos 78 anos, Calderone faleceu em um local secreto "no exterior", segundo o chefe de polícia Antonio Manganelli. Há anos Calderone vivia sob outra identidade, assumida fora da Itália.  Ao lado de Tommaso Buscetta , Salvatore Contorno , Francesco Marino Mannoia e Gaspare Mutolo , Calderone ajudou os magistrados de Palermo, como Giovanni Falcone, a obter a imagem do funcionamento interno da Máfia e de suas relações com os empresários e políticos na Sicília.  "Calderone fez uma grande contribuição para nossa compreensão do fenômeno da máfia", disse Manganelli.

## Biografia
- Arlacchi, Pino e Antonio Calderone (1992). Men of Dishonor. Inside the Sicilian Mafia. An Account of Antonio Calderone , Nova York: William Morrow & Co.